# 周启新
周启新（1906年—1992年），男，江苏南汇人，中国航海家，曾任中华人民共和国交通部水运局副总工程师，中国航海学会副理事长。